# Fernando Menegazzo
Fernando Menegazzo (ur. 3 maja 1981 w Anita Garibaldi w stanie Santa Catarina) – brazylijski piłkarz występujący na pozycji pomocnika.

## Kariera klubowa
Fernando Menegazzo zawodową karierę rozpoczynał w 1999 roku w EC Juventude. Pełnił tam jednak tylko rolę rezerwowego i sezon 2002 spędził na wypożyczeniu w Grêmio Porto Alegre, gdzie również nie potrafił przebić się do pierwszego składu. W 2003 roku brazylijski pomocnik trafił do Sieny, z którą zajął trzynaste miejsce w rozgrywkach Serie A. Następnie został wypożyczony do grającego w Serie B Calcio Catania. W jej barwach zaliczył siedemnaście występów, po czym latem 2005 roku podpisał kontrakt z francuskim Girondins Bordeaux. W jego barwach od razu wywalczył sobie miejsce w podstawowej jedenastce i w pierwszym sezonie występów na boisku pojawił się 31 razy. W dużym stopniu przyczynił się do wywalczenia przez swój zespół wicemistrzostwa Francji. W ekipie Bordeaux Menegazzo udało się zadebiutować w rozgrywkach Ligi Mistrzów. Kolejny sezon zespół Girondins zakończył na szóstym miejscu i zapewnił sobie prawo gry w Pucharze UEFA. W 2007 roku Fernando wraz ze swoim klubem zdobył Puchar Ligi Francuskiej. W sezonie 2008/2009 zdobył natomiast mistrzostwo Francji. W barwach Żyrondystów rozegrał w Ligue 1 155 spotkań, w których strzelił 17 bramek. 16 czerwca 2011 podpisał trzyletni kontrakt z saudyjskim klubem Al-Szabab Rijad. W 2014 przeszedł do Club Brugge.

## Kariera reprezentacyjna
Wraz z reprezentacją Brazylii Menegazzo w 2001 roku wystąpił w Copa América. Oficjalny debiut w ekipie Canarinhos zaliczył jednak dopiero w 2003 roku. W 2007 roku Menegazzo po raz drugi w karierze pojechał na Copa América. Turniej ten zakończył się zwycięstwem Brazylijczyków, a sam Menegazzo wystąpił w dwóch ostatnich spotkaniach.